# Aleksije III. Angel
Aleksije III. Angel (grč. Ἀλέξıος Ἄγγελος, Aléksios Ággelos) (? – Niceja, nakon 1210.), bizantski car 1195. – 1203. iz dinastije Angela. Bio je sin Andronika Duke Angela i njegove supruge Eufrozine.
Došao je na carsko prijestolje tako što je 1195. godine dao svrgnuti i oslijepiti svoga brata Izaka II. (1185. – 1195.). Za njegove vladavine Bizantsko Carstvo je i dalje slabilo i pretvaralo se od nekoć svjetskog carstva u malenu i slabašnu državu. Propadanjem Carstva okoristili su se Srbi i Bugari, a tek je plaćanjem velikog danka, poznatog kao alemanski porez, njemačkom caru Henriku VI. (1169. – 1197.) uspio spasiti državu od njegova osvajačkog pohoda.
Kada su križari tijekom Četvrtog križarskog rata 1203. godine osvojili Carigrad, pobjegao je s državnim novcem. Poslije je živio u Drinopolju i Maloj Aziji. Umro je u zatočeništvu u manastiru.